# Marten de Roon
Marten Elco de Roon (sinh ngày 29 tháng 3 năm 1991) là một cầu thủ bóng đá chuyên nghiệp người Hà Lan hiện đang thi đấu cho câu lạc bộ Serie A Atalanta và đội tuyển bóng đá quốc gia Hà Lan. Vị trí sở trường của anh là tiền vệ phòng ngự, song anh cũng có thể thi đấu tốt ở vị trí tiền vệ trung tâm hoặc trung vệ.

## Thống kê sự nghiệp

### Câu lạc bộ
Tính đến ngày 8 tháng 10 năm 2023
| Club             | Season         | League         | League | League | National cup | National cup | League cup | League cup | Continental | Continental | Other | Other | Total | Total |
| Club             | Season         | Division       | Apps   | Goals  | Apps         | Goals        | Apps       | Goals      | Apps        | Goals       | Apps  | Goals | Apps  | Goals |
| ---------------- | -------------- | -------------- | ------ | ------ | ------------ | ------------ | ---------- | ---------- | ----------- | ----------- | ----- | ----- | ----- | ----- |
| Sparta Rotterdam | 2009–10        | Eredivisie     | 3      | 0      | 0            | 0            | —          | —          | —           | —           | 1     | 0     | 4     | 0     |
| Sparta Rotterdam | 2010–11        | Eerste Divisie | 27     | 0      | 1            | 0            | —          | —          | —           | —           | 0     | 0     | 28    | 0     |
| Sparta Rotterdam | 2011–12        | Eerste Divisie | 28     | 2      | 3            | 0            | —          | —          | —           | —           | 2     | 0     | 33    | 2     |
| Sparta Rotterdam | Total          | Total          | 58     | 2      | 4            | 0            | —          | —          | —           | —           | 3     | 0     | 65    | 2     |
| Heerenveen       | 2012–13        | Eredivisie     | 26     | 1      | 2            | 0            | —          | —          | 4           | 1           | —     | —     | 32    | 2     |
| Heerenveen       | 2013–14        | Eredivisie     | 32     | 3      | 3            | 0            | —          | —          | —           | —           | —     | —     | 35    | 3     |
| Heerenveen       | 2014–15        | Eredivisie     | 36     | 1      | 1            | 0            | —          | —          | —           | —           | —     | —     | 37    | 1     |
| Heerenveen       | Total          | Total          | 94     | 5      | 6            | 0            | —          | —          | 4           | 1           | —     | —     | 104   | 6     |
| Atalanta         | 2015–16        | Serie A        | 36     | 1      | 1            | 1            | —          | —          | —           | —           | —     | —     | 37    | 2     |
| Middlesbrough    | 2016–17        | Premier League | 33     | 4      | 2            | 1            | 0          | 0          | —           | —           | —     | —     | 35    | 5     |
| Middlesbrough    | 2017–18        | Championship   | 1      | 0      | 0            | 0            | 0          | 0          | —           | —           | —     | —     | 1     | 0     |
| Middlesbrough    | Total          | Total          | 34     | 4      | 2            | 1            | 0          | 0          | —           | —           | —     | —     | 36    | 5     |
| Atalanta         | 2017–18        | Serie A        | 34     | 3      | 4            | 0            | —          | —          | 8           | 0           | —     | —     | 46    | 3     |
| Atalanta         | 2018–19        | Serie A        | 35     | 2      | 4            | 1            | —          | —          | 5           | 0           | —     | —     | 44    | 3     |
| Atalanta         | 2019–20        | Serie A        | 35     | 2      | 1            | 0            | —          | —          | 9           | 0           | —     | —     | 45    | 2     |
| Atalanta         | 2020–21        | Serie A        | 35     | 1      | 5            | 0            | —          | —          | 6           | 0           | —     | —     | 46    | 1     |
| Atalanta         | 2021–22        | Serie A        | 30     | 3      | 2            | 0            | —          | —          | 12          | 0           | —     | —     | 44    | 3     |
| Atalanta         | 2022–23        | Serie A        | 35     | 3      | 2            | 0            | —          | —          | —           | —           | —     | —     | 37    | 3     |
| Atalanta         | 2023–24        | Serie A        | 8      | 0      | 0            | 0            | —          | —          | 2           | 0           | —     | —     | 10    | 0     |
| Atalanta         | Total          | Total          | 212    | 14     | 18           | 1            | —          | —          | 42          | 0           | —     | —     | 272   | 15    |
| Atalanta         | Atalanta total | Atalanta total | 248    | 15     | 19           | 2            | —          | —          | 42          | 0           | —     | —     | 309   | 17    |
| Career total     | Career total   | Career total   | 434    | 26     | 31           | 3            | 0          | 0          | 46          | 1           | 3     | 0     | 514   | 30    |

1. ↑  Appearance(s) in Eredivisie relegation play-out
2. ↑  Appearance(s) in Eerste Divisie promotion play-offs
3. 1 2 3 4  Appearance(s) in UEFA Europa League
4. 1 2  Appearance(s) in UEFA Champions League
5. ↑  Six appearances in UEFA Champions League, five appearances in UEFA Europa League

### Quốc tế
Tính đến ngày 26 tháng 3 năm 2024
| Đội tuyển quốc gia | Năm  | Trận | Bàn |
| ------------------ | ---- | ---- | --- |
| Hà Lan             | 2016 | 1    | 0   |
| Hà Lan             | 2017 | 1    | 0   |
| Hà Lan             | 2018 | 6    | 0   |
| Hà Lan             | 2019 | 8    | 0   |
| Hà Lan             | 2020 | 4    | 0   |
| Hà Lan             | 2021 | 8    | 0   |
| Hà Lan             | 2022 | 7    | 0   |
| Hà Lan             | 2023 | 6    | 1   |
| Hà Lan             | 2024 | 1    | 0   |
| Tổng               | Tổng | 42   | 1   |

Bàn thắng và kết quả của Hà Lan được để trước.
| # | Ngày               | Địa điểm                                | Số trận | Đối thủ | Bàn thắng | Kết quả | Giải đấu                 |
| - | ------------------ | --------------------------------------- | ------- | ------- | --------- | ------- | ------------------------ |
| 1 | 7 tháng 9 năm 2023 | Sân vận động Philips, Eindhoven, Hà Lan | 38      | Hy Lạp  | 1–0       | 3–0     | Vòng loại UEFA Euro 2024 |

## Danh hiệu
Atalanta
- UEFA Europa League: 2023–24[8]

Hà Lan
- UEFA Nations League á quân: 2019[8]